# Доссу Йово, Сельтюс
Сельтюс Уильямс Абиола Доссу Йово (фр. Celtus Williams Abiola Dossou Yovo; род. 1 апреля 1986, Котону) — бенинский дзюдоист. Участник летних Олимпийских игр 2016 и 2020 годов.

## Биография
Сельтюс Доссу Йово родился 1 апреля 1986 года в бенинском городе Котону.
В 2015 году участвовал в чемпионате мира по дзюдо в Астане. В весовой категории до 90 кг в 1/32 финала проиграл Исао Карденасу из Мексики.
В 2016 году вошёл в состав сборной Бенина на летних Олимпийских играх в Рио-де-Жанейро. В весовой категории до 90 кг в 1/16 финала на второй минуте победил Селиу Диаша из Португалии, в 1/8 финала проиграл на третьей минуте Маркусу Нюману из Швеции.
В 2019 году участвовал в чемпионате мира в Токио. В весовой категории до 90 кг в 1/64 финала Харрисону Кассару из Австралии.
В 2021 году вошёл в состав сборной Бенина на летних Олимпийских играх в Токио. В весовой категории до 90 кг в 1/16 финала проиграл Михаилу Игольникову из России.